# Roberto Gómez Baca
Roberto Hipólito Gómez Baca (Lima, 29 de noviembre de 1970) es un abogado y político peruano, exalcalde del distrito de Santiago de Surco en dos períodos consecutivos (2011-2018). Actualmente es regidor de Santiago de Surco para el período 2023-2026

## Biografía
Nació en el distrito de Miraflores.Estudió derecho en la Pontificia Universidad Católica del Perú hasta el año 2001.
Fue director general de transporte en el ministerio de Transportes y Comunicaciones entre 2009 y 2010.También fue funcionario municipal en la comuna de Surco desde 1996 hasta 2002.
En 2013 se confirmó una relación con la exvedette y entonces regidora de Santiago de Surco Mariella Zanetti pero con la que se separó tiempo después.Actualmente está casado con Katherine Polar.

## Carrera política
En las elecciones municipales de 2002 se postuló como regidor de Santiago de Surco por Somos Perú, cargo que sería reelecto en las elecciones municipales del 2006.
En las elecciones generales del Perú de 2006, se postuló al congreso por el partido Resurgimiento Peruano, pero no salió electo.
En las elecciones municipales de 2010 es electo alcalde de Santiago de Surco por Somos Perú con el 31.50% de los votos. En las elecciones de 2014 sería reelecto al cargo con el 34.36% de los votos.
En las elecciones municipales de 2018 postuló a la alcaldía de Lima por Vamos Perú. En esas elecciones quedó con el 0.67% de los votos, sin salir electo.
En las elecciones municipales de 2022, postuló como regidor de Santiago de Surco por Avanza País, saliendo electo.